# Klosstjärnen (Ljusnarsbergs socken, Västmanland, 664040-146051)
Klosstjärnen är en sjö i Ljusnarsbergs kommun i Västmanland och ingår i Norrströms huvudavrinningsområde.